# Rally do Cocido
El Rally do Cocido es una prueba de rally que se disputa anualmente en la localidad de Lalín (Pontevedra, España) desde 1996 organizado por la Escudería Lalín-Deza. Es puntuable para el Campeonato de Galicia de Rally y en 2018 entró por primera vez en el calendario del Campeonato de España de Rally. El nombre de la prueba proviene del popular plato grastronómico, del que se celebra una fiesta anual en la localidad de Lalín. 
La prueba se caracteriza por tener unos tramos complicados, sucios con mucha presencia de barro. Los pilotos con más éxito en la prueba son: Manuel Senra con cinco victorias (2000, 2001, 2002, 2003, 2005), Iván Ares con cinco (2011, 2014, 2016, 2018, 2019) y José Miguel Martínez Barreiro con tres (2006, 2007, 2009).

## Palmarés
| Ano  | Edición                                    | Piloto                    | Copiloto            | Automóvil                  | Series  |
| ---- | ------------------------------------------ | ------------------------- | ------------------- | -------------------------- | ------- |
| 1996 | 1.º Rally de Lalín                         | Javier Paz                | Moncho Seoane       | Ford Escort RS Cosworth    | Galicia |
| 1997 | 2.º Rali do Cocido                         | Javier Piñeiro            | Manuel Ferreiro     | Renault Clio Maxi          | Galicia |
| 1998 | 3.º Rali do Cocido                         | Javier Paz                | Manuel Ferreiro     | Ford Escort RS Cosworth    | Galicia |
| 1999 | 4.º Rali do Cocido                         | Germán Castrillón         | Estrella Castrillón | Mitsubishi Lancer Evo IV   | Galicia |
| 2000 | 5.º Rali do Cocido                         | Manuel Senra              | Faustino Suárez     | Peugeot 306 Kit Car        | Galicia |
| 2001 | 6.º Rali do Cocido                         | Manuel Senra              | Faustino Suárez     | Peugeot 306 Kit Car        | Galicia |
| 2002 | 7.º Rali do Cocido                         | Manuel Senra              | Faustino Suárez     | Peugeot 306 Kit Car        | Galicia |
| 2003 | 8.º Rali do Cocido                         | Manuel Senra              | Faustino Suárez     | Peugeot 306 Kit Car        | Galicia |
| 2004 | 9.º Rali do Cocido                         | Antonio Villar            | José Ramón Seoane   | Peugeot 306 Kit Car        | Galicia |
| 2005 | 10.º Rali do Cocido                        | Manuel Senra              | Faustino Suárez     | Peugeot 306 Kit Car        | Galicia |
| 2006 | 11.º Rali do Cocido                        | José M. Martínez Barreiro | Manuel Campos       | Peugeot 306 Kit Car        | Galicia |
| 2007 | 12.º Rali do Cocido                        | José M. Martínez Barreiro | Manuel Campos       | Peugeot 306 Kit Car        | Galicia |
| 2008 | 14.º Rali do Cocido                        | Pedro Burgo               | Marcos Burgo        | Mitsubishi Lancer Evo VIII | Galicia |
| 2009 | 15.º Rali do Cocido                        | José M. Martínez Barreiro | Manuel Campos       | Peugeot 306 Kit Car        | Galicia |
| 2010 | 16.º Rali do Cocido                        | Alberto Meira             | Álvaro Bañobre      | Mitsubishi Lancer Evo X    | Galicia |
| 2011 | 17.º Rali do Cocido                        | Iván Ares                 | José Antonio Pintor | Mitsubishi Lancer Evo VIII | Galicia |
| 2012 | 18.º Rali do Cocido                        | Alberto Otero             | Laura Sanemeterio   | Mitsubishi Lancer Evo IX   | Galicia |
| 2013 | 19.º Rali do Cocido                        | Luis Vilariño             | Ramón López         | Mitsubishi Lancer Evo X    | Galicia |
| 2014 | 20.º Rali do Cocido                        | Iván Ares                 | Álvaro Bañobre      | Porsche 911 GT3            | Galicia |
| 2015 | 21.º Rali do Cocido                        | Alejandro Pais            | Santiago Pais       | Mitsubishi Lancer Evo X    | Galicia |
| 2016 | 22.º Rali do Cocido                        | Iván Ares                 | Mario González Tomé | Porsche 997 GT3 RS 3.8     | Galicia |
| 2017 | 23.º Rali do Cocido                        | Víctor Senra              | David Vázquez Liste | Ford Fiesta R5             | Galicia |
| 2018 | 24.º Rali do Cocido                        | Iván Ares                 | José Antonio Pintor | Hyundai i20 R5             | CERA    |
| 2019 | 24+ Rali do Cocido                         | Iván Ares                 | David Vázquez       | Hyundai i20 R5             | CERA    |
| 2021 | 25.º Rali do Cocido-II Cocido Rally Legend | Óscar Palacio             | Alberto Iglesias    | Ford Fiesta Rally2         | Copa    |
| 2022 | 26.º Rali do Cocido                        | Víctor Senra              | «Jandrín»           | Škoda Fabia Rally2 evo     | Copa    |
| 2023 | 27.º Rali do Cocido                        | Álvaro Muñiz              | Néstor Casal        | Škoda Fabia R5             | Copa    |